# 圣诞树产业

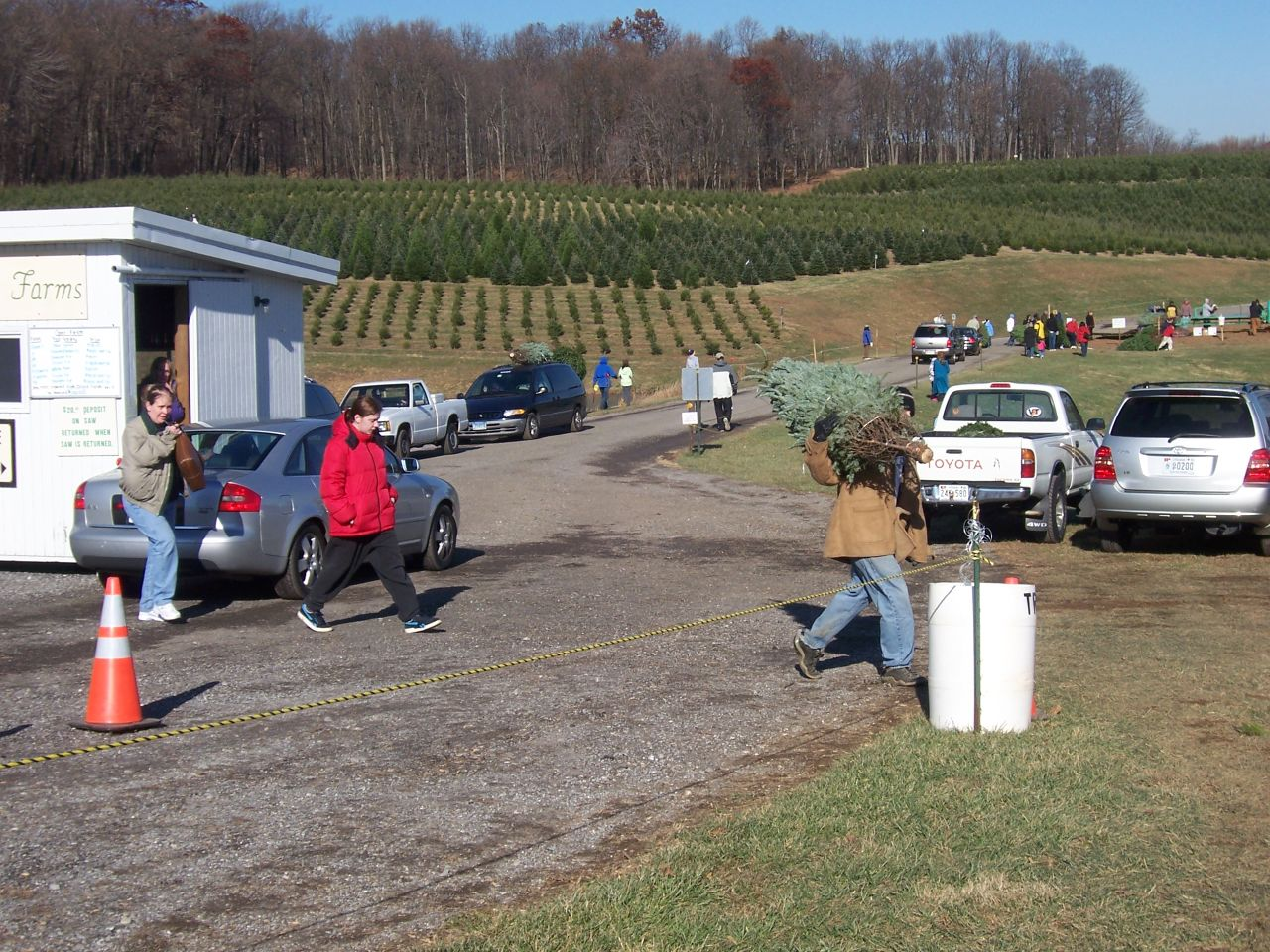
在美国马里兰州圣诞树农场，客户选择并砍伐他们所需的树木

圣诞树产业通常用松、冷杉等树木为原料，在全世界的圣诞树农场中种植并加工。在澳大利亚、英国、美国等国家，人们专门种植松树、冷杉树来生产天然圣诞树。其中美国、德国和加拿大的年产量较高。
圣诞树在各国都有一定的市场。英国每年需要800万棵圣诞树，美国需要3500—4000万棵圣诞树。自然种植的树木不够，人们便开始生产人造圣诞树，大部分人造圣诞树於中国珠江三角洲製造。一般而言，单棵圣诞树的利润随其树龄的增长而下降。

## 天然圣诞树生产

### 澳大利亚
在澳大利亚，圣诞树生产是一门新兴产业，21世纪初刚刚萌芽。由于地理因素，澳洲圣诞树生产与北半球国家的生产存在较多差异。由于季节差异，澳洲若要生产圣诞树，树木的生长季节与收获季节和其他地区必须大相径庭。北美洲和欧洲的生产经验很难在澳洲应用，因为季节差异会影响树木的生长和修剪。因此，澳大利亚广泛种植辐射松生产圣诞树，而这种树木在北美欧洲等地区种植率较小。

### 欧洲

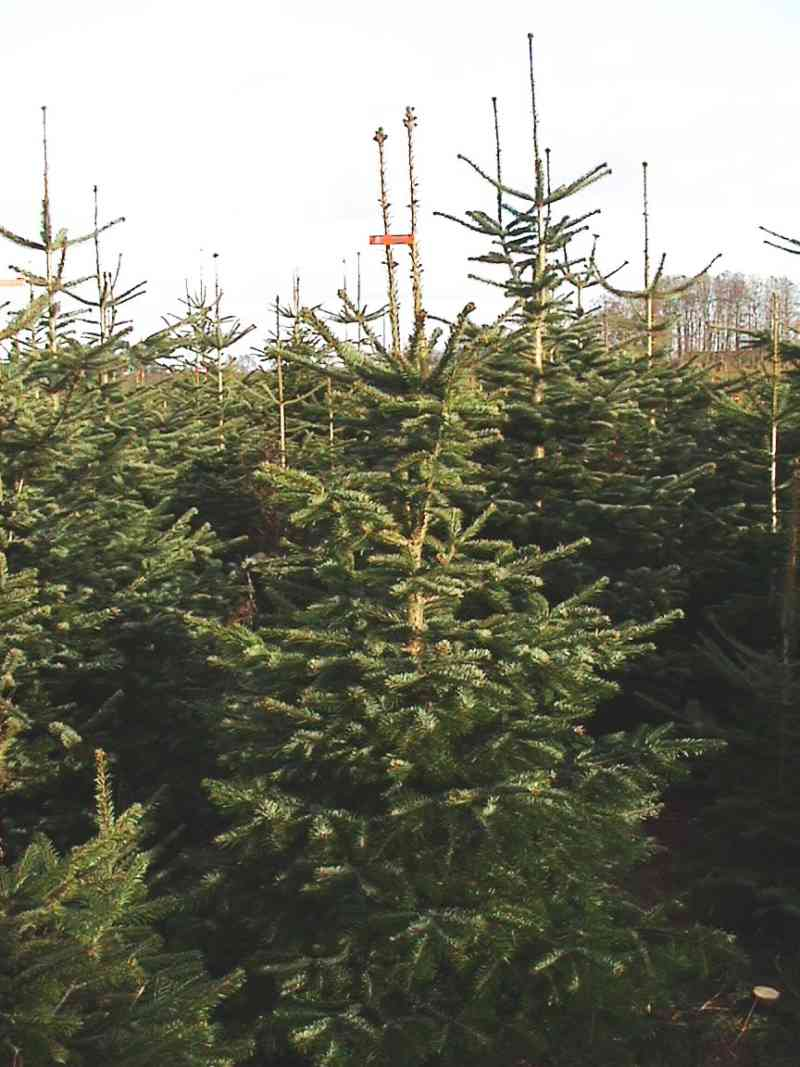
欧洲圣诞树农场的诺德曼冷杉

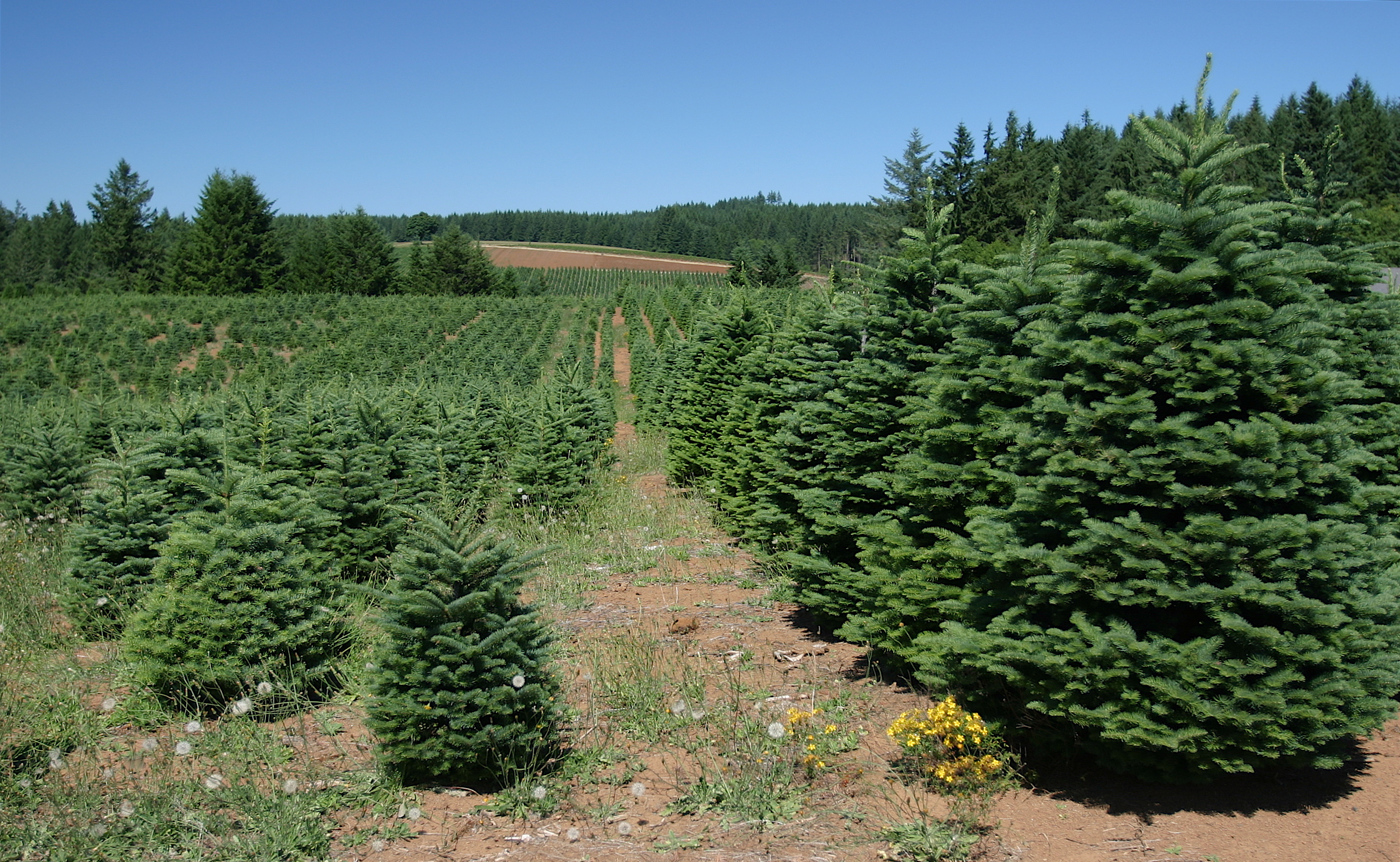
美国俄勒冈州的一个圣诞树农场。2002年，该州的种植面积位于美国第一

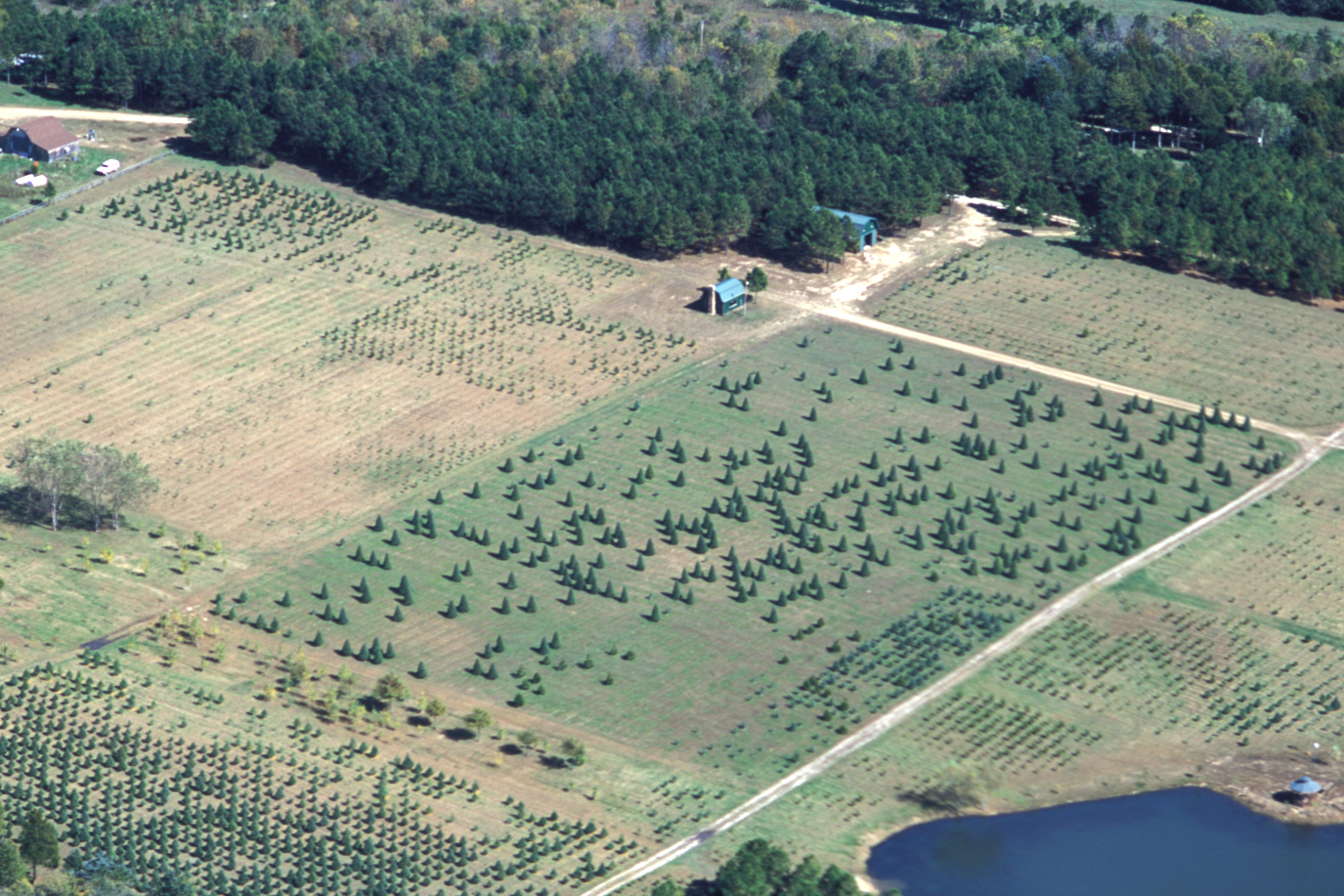
美国密苏里州的圣诞树农场

欧洲每年需要5000万棵圣诞树，美国则需要3500万棵。丹麦是欧洲天然圣诞树生产大国，产品约90%出口到其他欧洲国家，如英国、法国、德国和奥地利。2004年，丹麦向英国出口量达到100万棵。2005年丹麦的圣诞树销售额达到12亿丹麥克朗（2.04亿美元或1.6亿欧元），其中出口销售额为11亿。中欧、西欧也大量生产天然圣诞树。2018年统计，德国每年生产1800万棵圣诞树，丹麦1000万，法国600万，比利时520万，英国440万。大多数欧洲厂商采用喬治亞的种子来种植圣诞树。种子采摘行业监管很少，工人工作条件恶劣。

### 北美洲

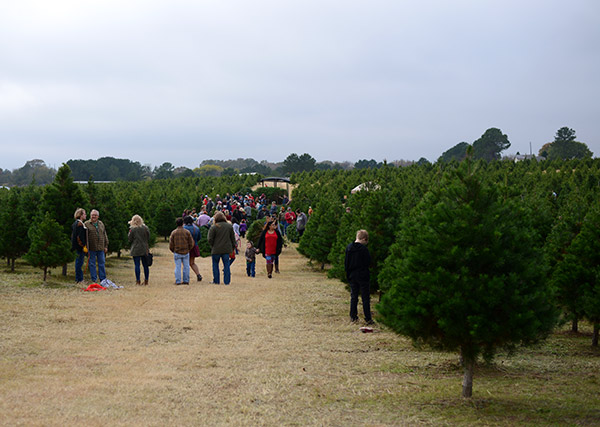
美国得克萨斯州的圣诞树农场，人们正在寻找他们所需的圣诞树

北美洲有两万多个圣诞树农场。这些农场每年生产出4000万棵圣诞树，其中95%用于销售。一般而言，圣诞树农场每公顷种植5000多棵树，存活率随地区变化在40%—75%间不等。树木的生长时期在6—10年之间。北美有三个主要圣诞树产区：美国西北地区，美国东北、加拿大东南的接壤地区，和阿巴拉契亚山脉地区。
2002年，美国有21,904个农场，占地面积总和达到1800平方千米，产量为2080万棵圣诞树。这些农场中，有686个占地面积超过100英亩（0.4km2），占总和的44%。而占地面积超过40平方千米的只有三个。2004年美国圣诞树生产总值与达到5.06亿美元，其中俄勒冈州的生产总值为1.43亿美元，位于全美第一。北卡罗来纳州、华盛顿州和密歇根州紧随其后。2012年，美国销售了2400万棵圣诞树，销售额超过10亿美元。
美国各州都有圣诞树农场，包括阿拉斯加州和夏威夷州，但产量较小。亚拉巴马州有近100个农场，全州年产量约八万棵。该州90%的农场允许客户在农场亲自挑选、砍伐圣诞树。2002年，宾夕法尼亚州拥有2164个圣诞树农场，为全美之最，而俄勒冈州的种植面积最大，为274平方千米。2002至2012年间，肯塔基州、蒙大拿州、路易斯安那州、明尼苏达州，威斯康星州等州的圣诞树产量下滑超过60%。在这期间，威斯康辛州的产量减少了994,594棵。
加拿大每年生产五六百万棵圣诞树。在安大略省，圣诞树通常由歐洲赤松和白云杉制作销售。
20世纪70年代时，天然圣诞树生产主要靠开采天然森林。从80年代起，人们开始种植树木来生产圣诞树。2009年和2010年，墨西哥在5000公顷的土地上种植了80万棵圣诞树，其中60%种植于墨西哥州。普埃布拉州、哈利斯科州和瓜納華托州也有少量种植。

## 人造圣诞树生产
大多数人造圣诞树是用PVC塑料做的。人造圣诞树可重复使用，一些楼房禁止放置天然树木来避免火灾。其中，中国、波兰生产的人造圣诞树较多。波兰的圣诞树20%是人造的。在科齐格沃基，几乎每个家庭都生产人造圣诞树。他们从中国和泰国进口塑料薄膜，产品销往波兰各地，有的出口到捷克、斯洛伐克等国家。

## 圣诞树市场

### 欧洲市场
英国三分之二的家庭选择人造圣诞树，但每年天然圣诞树需求量为800万棵。2006年夏季炎热，使得聖誕樹的產量降低，丹麦政府对圣诞树生产的补贴减少，导致丹麦诺德曼冷杉的英国出口量只有20万棵，远低于往年100万棵。英国人只好使用歐洲雲杉、弗雷泽冷杉和苏格兰松来替代。欧洲买家更喜欢枝叶稀疏、层次分明的圣诞树。欧洲人喜欢在圣诞树上挂各式各样的装饰品，树木摆设时间也较短。

### 北美市场
1980年代末至1990年代中期时，北美洲天然圣诞树市场有所衰落。1992年，新英格蘭地区生产了85万棵圣诞树，產量超出预期，导致圣诞树的价格从原先的18-30美元一棵跌至5美元一棵。此后十年，天然圣诞树需求量不断下跌，人造圣诞树随之兴起。在美国，许多圣诞树种植者被迫失业。
1990年，美国有3500万家庭选择的天然圣诞树，而有3630万家庭选择人造圣诞树。2000年时，5060万家庭选择人造圣诞树，而选择天然圣诞树的只有3200万，差异更加明显。2003年到2017年，天然圣诞树年销售量只有2340万棵，而人造圣诞树年销售量从7300万棵上涨到9600万棵。以前美国人与欧洲人类似，喜欢枝叶稀疏、层次分明的圣诞树。而现在美国人喜欢枝叶繁茂的圣诞树。美国人在感恩节结束后不久就开始购买圣诞树，因此树木砍伐时间要更早，砍伐后存活的时间要更长。
墨西哥圣诞树年需求量为180万棵，大部分靠进口。2004年，美国占了墨西哥圣诞树进口份额的95%。2009年，墨西哥仍向美国进口近100万棵圣诞树，加拿大也向墨西哥出口圣诞树。

## 成本与利润

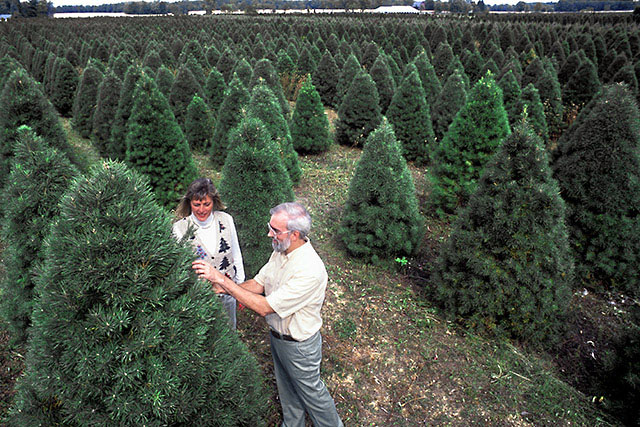
在美国密歇根州东兰辛地区的圣诞树农场，一位昆虫学家正在检查歐洲赤松上是否存在害虫

圣诞树农场对土地的要求并不苛刻，前期成本不高，在六年内即可盈利，因此吸引了一些种植者。一棵树从种植到成熟成本大约在5到10美元。21世纪初期，种植者种植一公顷树木可盈利1500到2500美元。置办一个圣诞树农场需要一定成本，需要购买土地和相应的设备。土地、害虫、疾病、恶劣天气会影响圣诞树的收成，购置拖拉机等器械也要花费不少钱。

## 经济理论

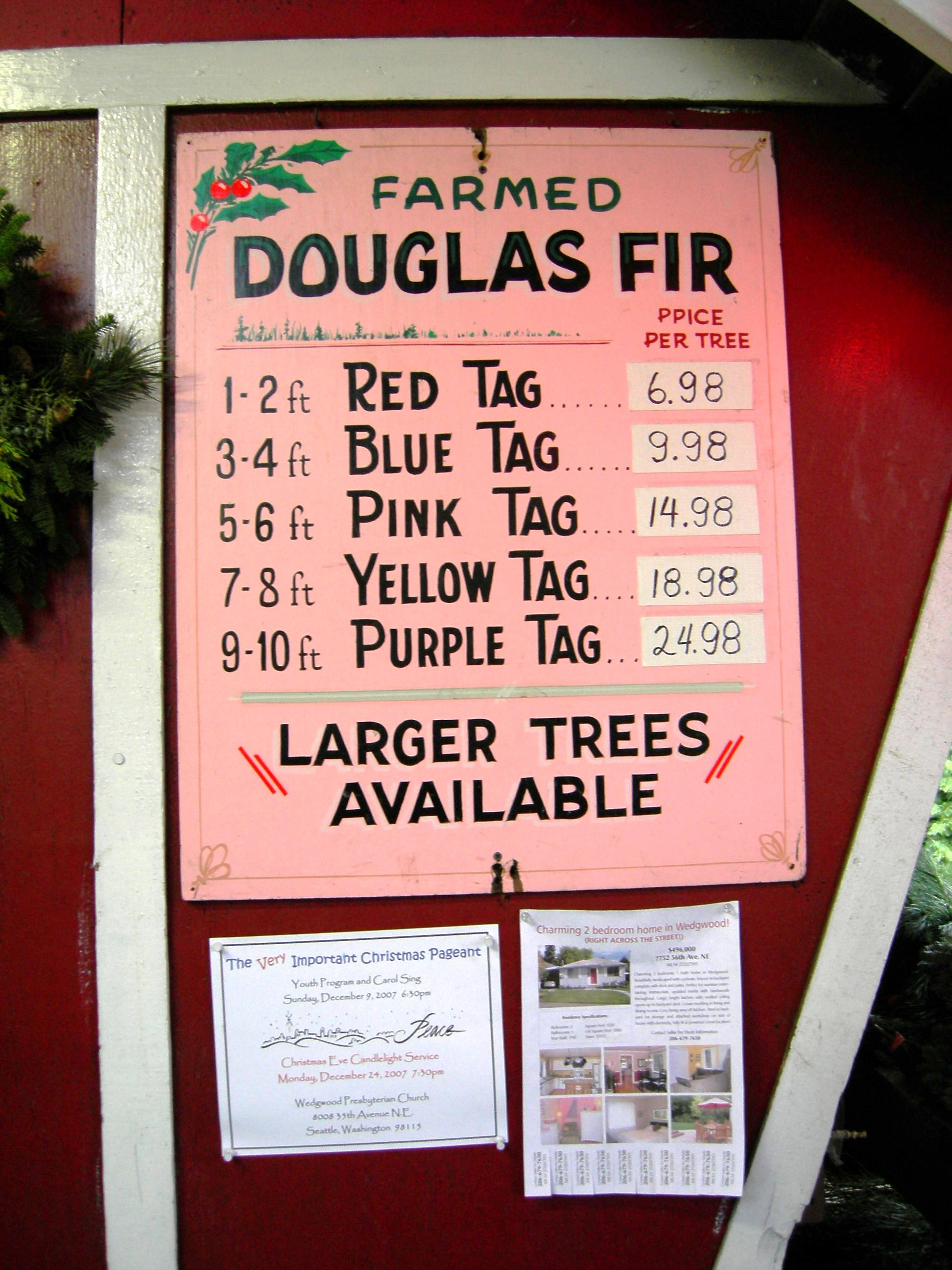
西雅图圣诞树农场里，圣诞树按高度区分并差别定价

2001年，学者用1997年12月北卡罗来纳州的数据，来研究圣诞树价钱与树高树龄的关系，并使用霍特林法则对其价钱进行预测。结果表明圣诞树的价格波动说明资本市场间竞争均衡，体现了霍特林法则。研究显示，随着树龄的增长，价格增长的速度高于利润增长的速度，因为成本也在不停的上涨。这也解释了为什么圣诞树价钱不与它的高度成正比。两米高的老树与一米高的新树相比，前者的价钱要超过后者的两倍，因为树木越长越慢，每一米的成本在不断上升。
1993年乔治·C·戴维斯和迈克尔·K·沃尔根南特发表论文，对天然圣诞树市场估计了需求的价格弹性。他们统计来自华盛顿特区、弗吉尼亚州、马里兰州和费城的558户家庭的数据进行研究。研究表明，天然圣诞树相对于其价格的价格弹性为-0.674，相对于人造圣诞树的价格弹性为0.188。这是第一次使用经济学中的弹性公式对天然圣诞树市场估计其价格弹性。